# Иза сцене
Иза сцене (енгл. Backstage) канадска је драмска серија о средњој школи сценских уметности чије ау ауторке Џенифер Перч и Лара Азопарди. Серија је премијерно приказана 18. марта 2016. године. Ансамблску поделу улога предводи Девин Некода, Алиса Траск, Џош Богерт, Авива Монгило, Метју Исен и Џулија Томасоне. У Србији је приказује HBO Max од 8. марта 2022. године.

## Радња
Серија прати групу надарених тинејџера док пролазе кроз успоне и падове у угледној Уметничкој школи Китон, од страха и разочарања до нових другарства и достигнућа. Кроз исповести у виду дневника, подиже завесу с будућих звезда док јуре своје снове и боре се са свакодневном стварношћу тога шта значи бити ученик, сестра, син, девојка — тинејџер. Свака епизода је пуна игре, инструменталних и вокалних наступа од проба до концерата.

## Улоге
- Девин Некода као Ванеса
- Алиса Траск као Карли
- Џош Богерт као Мајлс
- Авива Монгило као Аља
- Метју Исен као Џекс
- Џулија Томасоне као Бијанка
- Адријана ди Лијело као Џена
- Колин Петијере као Саша
- Макензи Смол као Скарлет
- Роми Велтман као Кит
- Ајзеја Гол као Дензел (1. сезона)
- Кајл Леџенд као Џули
- Крис Хофман као Парк
- Џејн Мофат као Хелсвил
- Томас Л. Колфолд као Бекет (2. сезона)

## Епизоде
| Сезона | Сезона | Епизоде | Оригинално емитовање | Оригинално емитовање | Емитовање у Србији | Емитовање у Србији |
| Сезона | Сезона | Епизоде | Премијера            | Финале               | Премијера          | Финале             |
| ------ | ------ | ------- | -------------------- | -------------------- | ------------------ | ------------------ |
|        | 1.     | 30      | 18. март 2016.       | 30. септембар 2016.  | 8. март 2022.      | 8. март 2022.      |
|        | 2.     | 30      | 28. јул 2017.        | 30. септембар 2017.  |                    |                    |